# Brighton (Iowa)
Brighton es una ciudad situada en el condado de Washington, en el estado de Iowa, Estados Unidos. Según el censo de 2010 tenía una población de 652 habitantes.

## Geografía
Según la Oficina del Censo de los Estados Unidos, la localidad tiene un área total de 1,85 km², la totalidad de los cuales 1,85 km² corresponden a tierra firme.

## Demografía
Según el censo de 2010, había 652 personas residiendo en la localidad. La densidad de población era de 352,43 hab./km². Había 295 viviendas con una densidad media de 159,46 viviendas/km². El 98,77% de los habitantes eran blancos, el 0,31% afroamericanos, el 0,15% amerindios, el 0,15% asiáticos, el 0,15% isleños del Pacífico y el 0,46% pertenecía a dos o más razas. El 2,76% de la población eran hispanos o latinos de cualquier raza.